# Henning Hansen
 For alternative betydninger, se Johannes Hansen.
Johannes Henning Hansen, kendt som Henning Hansen (18. juli 1880 i Odense – 8. august 1945 i København) var en dansk arkitekt og kommunalpolitiker. Han var en væsentlig arkitekt i overgangstiden mellem nationalromantik, nybarok og nyklassicisme. Han har blandt andet tegnet KFUM-borgen i Gothersgade og den banebrydende karré Solgården.
Han var far til Hans Henning Hansen, som også var både arkitekt og politiker.

## Uddannelse og hverv
Hans forældre var snedkermester Hans Henning Hansen og Johanne (Hanne) Jørgensen. Han blev snedkersvend og husbygningskonstruktør fra Odense Tekniske Skole 1899 og optaget på Kunstakademiets Arkitektskole i København januar 1900. Han tog afgang som arkitekt maj 1907 og vandt den lille guldmedalje 1910 (En Herregaard). I studietiden var han ansat som tegner og konduktør hos Fritz Koch, Gotfred Tvede, Andreas Clemmensen og Ulrik Plesner 1900-11.
Hansen rejste bl.a. i Grækenland, herunder som gæst ved École française d'Athènes udgravninger på Delos, og Spanien 1911-12. Han var på adskillige rejser til Italien, første gang 1905, og endvidere i Frankrig, Holland, Belgien, England, Norge, Sverige, Finland, Rusland, Nordafrika og Amerika.
Hansen drev egen tegnestue fra 1911 og var assistent hos Martin Nyrop på Kunstakademiet fra 1911 til skoleåret 1918-19. Han var leder af Akademisk Arkitektforenings tegnehjælp 1913-14 og af samme forenings voldgiftsret 1936-41. Han var desuden formand for Akademisk Arkitektforening 1919-22, medlem af Akademiraadet 1920-29, medlem af Københavns Borgerrepræsentation for de Konservative fra 1921 og til sin død (næstformand fra 1925), arkitekt for Trinitatis Kirke 1925; medlem af Københavns Sundhedskommission 1937 og bestyrelsesmedlem i Selskabet for Staden Københavns Historie og Topografi fra 1937.
Han fik Akademiets stipendium 1909-10, vandt Eckersberg Medaillen 1915, Bissens Præmie 1931 og Lasenius Kramps Medalje 1940. Året efter blev han udnævnt til æresmedlem af Akademisk Arkitektforening. Han blev Ridder af Dannebrog 1914 og Dannebrogsmand 1930.

## Stil og påvirkninger
Henning Hansen tilhørte højskolemiljøet omkring Martin Nyrop og Thomas Laub. Hans hustru, arkitekt Agnete Frederikke Laub Hansen (16. september 1886 i København – 12. oktober 1970 på Frederiksberg), datter af søminemester, senere maskininspektør Holger Axel Hansen og Johanne Arngoth Haae Laub, var søsterdatter til Nyrops hustru, Louise Frederikke Laub. De blev gift 16. september 1915 i København. Sammen med blandt andre de to kgl. bygningsinspektører Thomas Havning og Martin Borch, der var gift med Nyrops søster, var Hansen medvirkende til at knæsætte Nyrops idealer i dansk arkitektur. Henning Hansen arbejdede i begyndelsen med nationalromantikken som udgangspunkt, og denne blev siden hen fusioneret med indflydelser fra engelsk Arts and Crafts og nybarokken.
Karréen Solgården (1929-31) på Østerbro i København blev udformet, så alle fik mest muligt sol i lejlighederne. Den blev en inspirationskilde for senere karrébyggeri.
Han udstillede på Charlottenborg Forårsudstilling 1903, 1910, 1915-16, 1918, 1927-32, 1941 og 1946 (mindeudstilling) og på Charlottenborg Efterårsudstilling 1922.
Hansen var gift med Agnete Frederikke Laub Hansen og fader til arkitekten Hans Henning Hansen og havde yderligere to børn: Susanne (født 10. november 1918) og Holger (født 23. maj 1921). Han er begravet på Vestre Kirkegård.

## Værker
- Bagsværd højere Almen- og Kostskole (1908)
- Vordingborg Kaserne (1912-13, sammen med Alf Jørgensen)
- Danmarks hus på Den baltiske Udstilling, Malmö 1914 (efter konkurrence, Eckersberg Medaillen)
- Dronningmølle Avlsgård (1923)
- DBCs cykelbane i Ordrup (1930-31, nedrevet)

### I København og Frederiksberg kommuner
- KFUM-borgen, Rosenborggade (1915-17, fredet)
- Ombygning, Frederiksholms Kanal 24 for Borups Højskole (indviet 1926)
- Trinitatis Præstegård, Landemærket 4 (1928, sammen med Thomas Havning)
- Efterslægtsselskabets Skole, Hyrdevangen 62 (åbnet 1940)
- Københavns Maskinistskole, nu Københavns Tekniske Skole, Jagtvej 163 (1941, sammen med Carl H. Nimb)
- Frederiksberg Rådhus (efter konkurrence 1935, påbegyndt 1941, omprojekteret og færdigbygget af Helge Holm og Carl H. Nimb 1949-53, vinduer ændret)

### Boligkomplekser i Københavns Kommune
- Borgerbo 1-7 (1914, sammen med Louis Hygom, Brygger Jacobsens Præmie)
- Kanslergaarden, Borgmester Jensens Allé 1-5/Jagtvej/Serridslevvej/Kanslergade (1918-19, fredet 2001)
- Husvildeboliger af træ, Vigerslev Allé 81-133 (1918-19, nedrevet)
- Genforeningspladsen 1-15 (1919-20)
- Vilhelm Thomsens Allé 5-7, 4-40 (1921)
- Rækkehusbebyggelsen Vibekevang, "Den hvide by"/"De gule huse" på Østerbro ved Aldersrogade/Vibekegade/Hildursgade/Gyritegade m.fl.(1924-25)
- Skipperforeningens nye Stiftelse, Australiensvej 29-33 (1928)
- Solgaarden, Vejrøgade 6-14/Ourøgade 30-38/Sankt Kjelds Gade 14-22/Langøgade 19-25 (1929-31, Bissens Præmie)
- Hjørnet af Strandboulevarden 11-13, Classensgade 59-67 og Willemoesgade 76 (1930)
- Hjørneejendommen Østerbrogade 51-53 og Olufsvej (1931-32)
- Hjørneejendommen Stockholmsgade 23 og Upsalagade 1-7 (1932)
- Grønningen 3 (1933)
- Udvidelse af Alderstrøst, Nørre Allé 17 (1937-38)[1]
- Haandværkerhaven, Banebrinken, Emdrup (efter konkurrence 1936, 1940)

### Villaer
- Overbys Allé 48, Valby (1913, sammen med Louis Hygom)
- Amalie Skrams Alle 1, Valby (1914, sammen med Louis Hygom)
- Skovbogårds Allé 4 og 6, Valby (begge 1914)[2]
- Tipperary, nu Hegnslund for direktør Frederik Hegel, Strandvejen 859, Springforbi (1914-15, fredet 2001)
- Amalie Skrams Allé 4, Valby (1915, sammen med Louis Hygom)
- Belvedere, Kystvej 44, Hornbæk (1916-17)
- Rubows villa i Limhamn (1917)
- Valby Langgade 19, Valby (1920, nu KFUM og KFUK)[2]
- Lundeskovsvej 6 og 8 i Studiebyen, Hellerup (1921)
- Søholm Park 7, Hellerup (1927)
- Antoinettevej 4, Valby (1929)
- Høyrups Allé 37, Hellerup (1931)
- Ny Stokkerup (en) for Bøje Benzon, Strandvejen 724, Springforbi (1934, have af C.Th. Sørensen)
- Strandøre 18, Østerbro (1934)[3]
- Bjerregårdsvej 3, Valby (1936)[2]
- Lysthus, Bjerregårdsvej 5, Valby (1945)
- Desuden møbler

### Projekter
- Bebyggelse ved Strandvejen i Hellerup mellem Duntzfeldts Allé og Ahlmanns Allé (1. præmie 1927)